# Saturnus ringar
Saturnus ringar är ett system av planetringar i plan med planetens ekvator med en diameter av 280 000 kilometer, ut till ring A, och ytterligare till cirka 966 000 kilometer med de senare upptäckta ringarna ut till ytterkanten av ring E. Ringarna består av is (minst 95 %) och grus, och är endast mellan 5 meter och 30 meter tjocka. Hösten 2009 upptäcktes med hjälp av Spitzerteleskopet ytterligare en ring i samband med månen Phoebes bana långt utanför de tidigare kända ringarna.

## Upptäcktshistoria
Saturnus ringar upptäcktes 1610 av Galileo Galilei, som var den första som studerade Saturnus med teleskop. Han insåg emellertid inte vad han upptäckt, då de just då råkade ligga nästan i plan med jordens bana, och han såg dem som två stora månar på var sida om planeten vilket förbryllade honom storligen. 1655 var ringplanet tydligare synligt från Jorden, och astronomen Christiaan Huygens föreslog att det är en ring runt planeten. Giovanni Cassini fann 1675 att det var flera ringar och man började kalla dem A-ringen och B-ringen, medan gluggen emellan fick namn efter upptäckaren.

## Ringarnas struktur
Astronomerna anser att ringarna troligen till största delen uppstått samtidigt med planeten, på ungefär samma sätt som det för närvarande anses att solsystemet uppstod, det vill säga en stor skiva av rymdstoft som genom gravitationens samverkan med rotationen koncentrerades till större enheter, och isbitarna till sist blev över. Ringarna kan också ha fyllts på med halvfärdiga månar som krossats av Saturnus enorma gravitation. En del ringar är tunnare än de övriga, och C-ringen till exempel är bara 5 m tjock. Mellan ringarna finns flera gluggar, och Enckes delning beror på att månen Pan har dragit till sig det närmaste stoftet. Ringarna är inte heller helt permanenta. F-ringen slingrar sig påtagligt under inverkan av månarna Pandora och Prometheus vars banor ligger mycket nära den. Inne bland ringarna finns en del protomånar, "månkultingar" talar astronomerna om, som kanhända i framtiden växer till sig. Ringarna har fått namn i den ordning de upptäckts. Räknat inifrån planetens yta heter de:

### D-ringen
Den innersta ringen, som är väldigt otydlig. Rymdsonden Voyager 1 fann vid passagen 1988 att den kan delas i flera underringar, och sonden Cassini visade 2005 på att deras inbördes förhållanden hade förändrats.

### C-ringen
C-ringen är något tjockare, och förefaller bestå av mörkare material. Den upptäcktes 1850 av William och George Bond.

### B-ringen
Mellan C- och B-ringarna finns några små gluggar och ringar med namn efter Colombo, Maxwell och Titan. B-ringen är den ljusstarkaste, men samtidigt mest oregelbundna. De yttre ringarna i B-strukturen interfererar med månen Mimas vars bana ligger utanför ringsystemet, så en del av dem har excentriska banor.

### Cassinis delning
Mellan A- och B-ringarna finns Cassinis delning, med några obetydliga oregelbundenheter, varav en har namn efter Huygens.

### A-ringen
A-ringen är den mest massiva, med en tjocklek på 10-30 m. Den är rätt jämn och slät, men har en glugg, Enckes delning, i yttre kanten där månen Pan drar till sig allt material. Ytterkanten är skarp, beroende på att månen Atlas har sin bana där. En liten glugg, Keelers delning, finns närmare ytterkanten, där den lilla månen Daphnis håller till (upptäckt av sonden Cassini 2005). A-ringen ligger också i resonans med en måne, Janus, som har sin bana mycket längre ut.

### F-ringen
Ett stycke utanför A-ringen finns F-ringen, som upprätthålls av två månar med banorna precis bredvid den, Pandora och Prometheus. Ringen är mycket smal, bara cirka 100 km, och månarna förorsakar påtaglig turbulens i den.

### Janus/Ephimeteus-ringen
Är ännu svagare, och ligger motsvarande mellan de månarnas banor. (Namnet är inte officiellt). Det anses att den uppkommit ur stoft som slagits loss från månarna vid meteoritnedslag.

### G-ringen
G-ringen är den yttersta av de klart avgränsade ringarna.

### E-ringen
E-ringen är mycket bred, upptar nästan lika mycket som de övriga ringarna tillsammans. Den har dock inte lika skarpa kanter, och förefaller bestå mer av mikroskopiskt material, än av isbitar och grus som de övriga. I juli 2005 upptäckte astronomerna från Cassinis bilder att ismånen Enceladus sprutar ut ispartiklar från geysrar vid sin sydpol, vilka till stor del formar E-ringen

### Phoebe-ringen

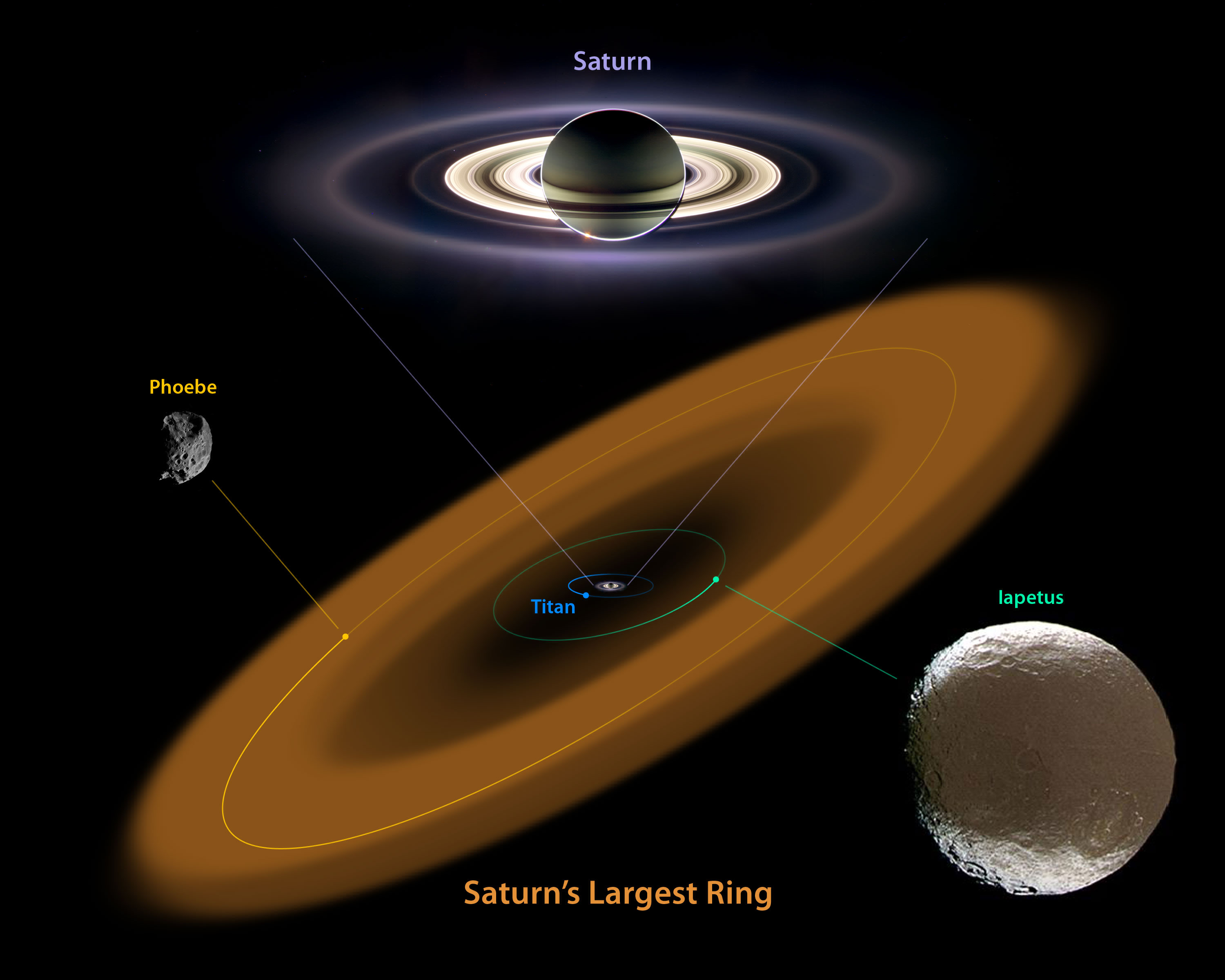
Skematisk framställning av Phoebe-ringen

I oktober 2009 upptäcktes på en bild i det infraröda bandet, tagen av Spitzerteleskopet, ytterligare en ring. Den består av ytterst små partiklar och kan inte observeras i synligt ljus. Ringen följer relativt noggrant månen Phoebes bana och lutar alltså 27° från planetens ekvatorialplan och de övriga ringarna. Det antas att den uppstått av material som slungats upp från Phoebes yta vid kollisioner med asteroider och kometer, och den har ett omfång som motsvarar variationerna i Phoebes bana över tiden. Astronomerna anser att den kan vara en av orsakerna till månen Japetus tudelade apparition. Japetus har sin bana strax innanför ringen, och roterar runt Saturnus åt motsatt håll gentemot Phoebe och ringen, därvid samlar den på sin "lovartsida" stoft från ringen på sin vita isiga yta. Stoftet självt räcker inte som förklaring till den stora färgskillnaden, men kan bidra till att isen smälter och visar en mörkare struktur under.

## Ringarnas avstånd
| Namn                    | Radie från planetens medelpunkt (km) | bredd (km) | döpt efter                |
| ----------------------- | ------------------------------------ | ---------- | ------------------------- |
| D-Ringen                | 66 900 - 74 510                      | 7 500      |                           |
| C-Ringen                | 74 658 - 92 000                      | 17 500     |                           |
| B-Ringen                | 92 000 - 117 580                     | 25 500     |                           |
| Cassinis delning        | 117 580 - 122 170                    | 4 700      | Giovanni Domenico Cassini |
| A-Ringen                | 122 170 - 136 775                    | 14 600     |                           |
| Enckes delning          | 133 589                              | 325        | Johann Franz Encke        |
| F-Ringen                | 140 180                              | 30-500     |                           |
| Janus/Epimetheus-Ringen | 149 000 - 154 000                    | 5 000      | Janus och Epimetheus      |
| G-Ringen                | 170 000 - 175 000                    | 5 000      |                           |
| E-Ringen                | 181 000 - 483 000                    | 302 000    |                           |
| Phoebe-ringen           | ~4 000 000 – 13 000                  | 4 800 000  | Phoebe                    |